# J. K. Fischer Verlag
Der J. K. Fischer Verlag war ein von Jan Karl Fischer 2008 gegründeter Kleinverlag in Gelnhausen-Roth in Hessen, dessen Veröffentlichungen vielfach rechtspopulistische
Klischees und Verschwörungstheorien bedienen. 2018 wurde der Verlag im Handelsregister gelöscht, aber zeitgleich unter Beteiligung von Frank Terhaag neu gegründet. Geschäftsführerin war seit 2009 Nancy Pabst. Der Firmengründer Jan Karl Fischer zog sich Ende 2021 zurück. Im November 2024 wurde ein Insolvenzverfahren gegen den Verlag eröffnet. Anfang 2025 wurde er aufgelöst. Unter den Autoren fanden sich u. a.:
- Thomas Röper
- Thomas P. M. Barnett
- Baal Müller
- Rosalie Bertell